# Нещадименко Рита Петрівна
Рита (Харитина) Петрівна Нещадименко (нар.5 жовтня 1887, Сердегівка — пом.25 квітня 1926, Київ) — українська радянська актриса. Сестра мікробіолога Марка Нещадименка та патофізіолога Івана Нещадименка.

## Життєпис

### Родина
Народилася 5 жовтня 1887 року в селі Сердегівці (тепер Шполянського району Черкаської області) в сім'ї православного селянина. Похрещена у місцевій Різдво-Богородицькій церкві 18 жовтня 1887 року. Хрещеними батьками були селянин цього ж села Кузьма Павлович Ягодинський та Катерина Кіндратівна, дружина селянина цього ж села Дем'яна Письменного.
Батько — Петро Леонтійович Нещадим.
Мати — Варвара Федорівна.
Брат — Марко (2 січня 1869, Сердегівка — 1 жовтня 1942, Київ) — український радянський мікробіолог та епідеміолог, доктор медицини (з 1910 року), професор, член-кореспондент ВУАН по відділу мікробіології (з 1929 року).
Брат — Іван (нар.? — пом.30 січня 1880, Сердегівка), помер однорічним малятком.
Сестра — Анастасія (нар.4 січня 1881, Сердегівка — пом.1 січня 1882, Сердегівка).
Сестра — Євдокія (нар.1 березня 1883, Сердегівка — пом.13 січня 1886, Сердегівка).
Брат — Іван (3 вересня 1885, Сердегівка — 17 квітня 1967) Смоленськ) — український радянський патофізіолог, доктор медичних наук, професор.

### Навчання
У 1914–1915 роках навчалася у театральній студії Ф. Коміссаржевського у Москві.

### Акторська діяльність
У 1918 році вступила до «Молодого театру». У 1919–1920 і 1921–1922 роках працювала у Першому театрі Української Радянської Республіки імені Шевченка; у 1920–1921 роках — у «Кийдрамте» й у 1922–1926 роках у «Березолі».

### Останні роки життя
Померла у Києві 25 квітня 1926 року. Похована на Байковому кладовищі.

## Ролі
Перше слово поета («Гайдамаки» за Шевченком), Таня («Зіля Королевич» Васильченка), Люцілла («Адвокат Мартіан» Лесі Українки), Мотренька («Комуна в степах» М. Куліша), Едрітта («Горе брехунові» Ф. Грільпарцера), Дагні («Північні велетні» Ібсена), Ізабелла («Жакерія» за Меріме) та інші.

## Зазначення
1. 1 2  Державний архів Черкаської області. Метрична книга Різдво-Богородицької церкви села Сердегівка. Ф. 931 оп.1 спр.3454 С.13 [Архівовано 18 квітня 2016 у Wayback Machine.](рос. дореф.)